# Основен оксид
Основен оксид е химично вещество, което взаимодейства с вода, водейки до образуване на основен хидроксид. Основните оксиди взаимодействат с киселинни оксиди и киселини до соли. Повечето основни оксиди са твърди кристални вещества с йонен строеж.
При образуване на йонната връзка M–O е необходимо компенсирането на йонизационната енергия на метала и енергията на присъединяване на втори електрон към кислородния атом. Поради тази причина йонната връзка се наблюдава само при оксидите, чиято енергия на кристалната решетка може да компенсира тази загуба – алкалните и алкалоземните метали, както при някои преходни метали в нисшата им степен на окисление. При тях ефективният заряд на кислорода винаги е по-малък от -2. В повечето случаи имат проста кубична кристална решетка, тип NaCl, която е изградена от плътно слепени кислородни атоми, защото йонният радиус на O2- (140 pm) е по-голям от катионния радиус. Изключение правят катионите Rb+, Cs+, Fr+, Ra+ и Tl+, а K+ и Ba2+ имат близки йонни радиуси. Металните катиони се намират в октаедричните и тетраедричните празнини на кристалната решетка.
При взаимодействие с вода образуват основи, откъдето произлиза и името им:
{\displaystyle \mathrm {O_{(s)}^{2-}+H_{2}O\longrightarrow 2OH^{-}\quad \quad {\text{K}}>10^{22}} }
Ако оксидът е неразтворим във вода, той се разтваря в разредени киселини, като образува съответните соли:
{\displaystyle \mathrm {MgO_{(s)}+2H_{(aq)}^{+}\longrightarrow Mg_{(aq)}^{2+}+2H_{2}O} }